# Женский бой
«Женский бой» (англ. Girlfight) ― американский драматический фильм 2000 года. Сценаристом и режиссёром выступила Карин Кусама. Является дебютной картиной для актрисы Мишель Родригес. Премьера фильма состоялась на кинофестивале Сандэнс 22 января 2000 года. Фильм получил несколько наград, в том числе номинацию на Бронзового коня на Стокгольмском международном кинофестивале 2000 года. На 16-й премии Independent Spirit Awards Кусама была номинирована в категории Лучший полнометражный фильм, а Родригес победила в номинации Лучшая дебютная работа.

## Сюжет
Диана Гусман — подросток из Бруклина, чей вспыльчивый характер доставляет ей неприятности в школе, поскольку она постоянно затевает драки с другими учениками. Ее разочарование вызвано несчастливой семейной жизнью. Она живет в жилом комплексе для бедных со своим братом Тайни и их отцом Сандро. Сандро оплачивает тренировки Тайни по боксу в надежде, что тот станет профессиональным боксером, хотя Тайни мечтает стать художником.
Посетив тренажерный зал Тайни и вступив в спарринг, чтобы защитить его, Диана просит тренеров разрешить ей боксировать. Ей сказали, что она может тренироваться там, но не участвовать в настоящих боях. Когда она узнает, что не может позволить себе занятия с тренером Тайни, Эктором Сото, она просит своего отца о пособии, но он говорит ей устроиться на работу. Вместо этого она прибегает к краже его денег и возвращается в спортзал, где Гектор начинает обучать ее основам бокса.
Первый спарринг Дианы проходит с Эдрианом Стерджесом, с которым она позже встречается снова, когда Гектор приглашает ее на профессиональный бой. Адриан приглашает Диану на ужин после драки и целует ее после того, как провожает домой. Однажды ночью после спарринга, в результате которого Диана получила синяк под глазом, Сандро видит Диану и Адриана вместе и противостоит ей, предполагая, что она находится в оскорбительных отношениях. Она выбегает из квартиры и проводит ночь с Эдрианом. Когда он спрашивает о ее родителях, она рассказывает, что ее мать покончила с собой несколько лет назад. Когда Диана возвращается в свою квартиру, Тайни предлагает бросить бокс, чтобы она могла использовать тренерские деньги, которые он получает от их отца.
Позже Диана идет на вечеринку по случаю дня рождения Гектора, но уходит, когда видит, что Эдриана подружился в компании своей бывшей девушки. Когда Диана и Эдриан спаррингуют на следующем занятии в спортзале, он неохотно бьет ее, и она уходит прежде, чем он успевает заговорить с ней. Первый любительский матч Дианы запланирован против другой девушки, но когда ее соперница выбывает, ей приходится драться с мужчиной, Рэем Кортесом. Сандро прибывает в середине боя, чтобы увидеть, как матч заканчивается дисквалификацией Рэя за незаконный толчок. Когда Диана приходит домой, Сандро ругает ее за то, что она выглядит как неудачница. Она в отместку валит его на пол и обвиняет его в жестоком обращении с ее матерью, доведшем ту до самоубийства.
После нескольких недель упорных тренировок Диана выигрывает еще один любительский бой, на этот раз против девушки, Рики Стайлз. Хотя Диана приняла извинения Эдриана, напряженность между ними снова возрастает, когда они узнают, что оба вышли в финал в своем дивизионе, чтобы сразиться друг с другом. Эдриан отказывается драться с девушкой, но Диана изо всех сил пытается убедить его рассматривать ее как равного противника. Однако он явился на бой в тот же день, и после равного поединка Диана победила единогласным решением судей. После драки Эдриан боится, что потерял уважение Дианы, но она говорит ему, что уважает его еще больше за то, что он дрался с ней на равных. Они мирятся.

## В ролях
- Мишель Родригес — Диана Гусман
- Джейми Тирелли — Эктора Сото
- Пол Кальдерон — Сандро Гусман
- Сантьяго Дуглас ― Эдриан Стерджес
- Рэй Сантьяго ― Тайни Гусман
- Виктор Сьерра ― Рэй Кортес
- Элиза Боканегра ― Марисоль
- Шеннон Уокер Уильямс ― Вероника

## Производство
Сценаристом и режиссером фильма выступила Карин Кусама. Ее целью было ниспровергнуть классическую историю бокса с главной женской ролью, поскольку она сама занялась боксом в 1992 году в знаменитом спортзале Глисона в Бруклине. После написания сценария она изо всех сил пыталась убедить продюсерские компании профинансировать фильм. Многочисленные продюсеры предлагали Кусаме взять на главную роль белую женщину, а не латиноамериканку, и считали, что наличие главной героини женского пола было непривлекательным и неправдоподобным.
Мэгги Ренци, Сара Грин и Марта Гриффин в конце концов согласились продюсировать фильм и в 1999 году нашли финансиста, который выделил бюджет в 1 миллион долларов. За два дня до начала предварительной подготовки фильма финансист отказался, но Ренци и ее партнер Джон Сэйлз решили сами профинансировать весь бюджет фильма. Независимый киноканал позже внес в бюджет 300 000 долларов.
Кусама изначально хотела пригласить профессиональную актрису на роль Дианы, но многие из тех, кто проходил прослушивание, были чрезмерно женственными и гламурными. Мишель Родригес, которая работала статисткой в кино, присутствовала на открытом кастинге на главную роль. Хотя Кусама описала прослушивание Родригес как «катастрофу», она всё же получила роль, потому что из 350 прослушивавшихся Кусама не смогла найти никого, кто мог бы приблизиться к ней по физической силе. Поскольку Родригес не была боксером, она тренировалась в тренажерном зале Глисона пять-шесть дней в неделю в течение четырех месяцев, готовясь к съемкам,[4] как и Сантьяго Дуглас, который получил роль Эдриана.
Фильм снимался в течение 24 дней в Нью-Йорке и Нью-Джерси.

## Выход и сборы
Премьера фильма состоялась 22 января 2000 года на кинофестивале Сандэнс, где он получил Главный приз жюри фестиваля и награду за режиссуру в драматическом конкурсе. Права на распространение фильма впоследствии были приобретены Screen Gems за 3 миллиона долларов.
Фильм вышел в ограниченный прокат в Соединенных Штатах 29 сентября 2000 года и был показан в 28 кинотеатрах. На своей дебютной неделе он занял 30-е место в прокате, собрав 282 145 долларов при среднем показе на экране в 10 077 долларов. На следующей неделе он расширился до 253 кинотеатров, но упал до среднего показа на экране в 2687 долларов, заняв 18-е место. На третьей неделе средняя стоимость фильма на экране упала до 1 156 долларов при совокупной общей кассе в 1 254 600 долларов. Фильм завершил свой показ в кинотеатрах через пять недель с общим внутренним кассовым сбором в 1 565 852 доллара. На международном уровне он собрал 100 176 долларов. Сумма по всему миру составила 1 666 028 долларов.
Фильм был выпущен на DVD 27 марта 2001 года.

## Критика
Фильм был хорошо принят критиками после выхода. На Rotten Tomatoes он набрал 88 % на основе 129 отзывов со средней оценкой 7,4 из 10. Консенсус критиков веб-сайта гласит: Мишель Родригес демонстрирует неотразимую игру, несмотря на отсутствие боксерского опыта. Карин Кусама наносит удар своим режиссерским дебютом. Фильм получил оценку 70 из 100 на Metacritic, основанную на 34 отзывах критиков, что указывает на в целом благоприятную оценку.
Многочисленные рецензии высоко оценили игру Родригес в ее дебютной роли, а несколько критиков сравнили ее с Марлоном Брандо. Дэвид Денби из The New Yorker назвал ее «мощной звездой, которая могла бы пройти долгий путь», в то время как критик Variety Эмануэль Леви описал ее как «прирожденную актрису, которая забирает всё внимание на себя». В обзоре для New York Times А. О. Скотт охарактеризовал Родригес как сильную, необычайно одаренную молодую актрису и советовал запомнить её имя. Дессон Хоу из The Washington Post счел, что игра Родригес была самым запоминающимся аспектом фильма.
Сценарий и режиссура Карин Кусамы также были отмечены критиками. Кеннет Туран из Los Angeles Times высоко оценил ее мастерство, сопереживание и уважение и сравнил ее с персонажем Дианы, написав, что Кусама является двойником ее главной героини с точки зрения драйва, целеустремленности и способностей. Лиза Шварцбаум из Entertainment Weekly сочла, что, хотя сюжет временами был шаблонным и нереалистичным, режиссура Кусамы продемонстрировала четкий, личный стиль кинопроизводства… и уважение к слабостям ее персонажей, а также к моментам их атлетической красоты. Джеймс Берардинелли дал фильму три с половиной звезды из четырех, назвав его хорошо проработанным и эмоционально удовлетворяющим дебютом и аплодируя целеустремленности Кусамы и страсти к проекту.

## Награды
| Награда                                    | Категория                                        | Номинант                                         | Результат |
| ------------------------------------------ | ------------------------------------------------ | ------------------------------------------------ | --------- |
| ALMA Awards                                | Outstanding Feature Film                         | Outstanding Feature Film                         | Номинация |
| ALMA Awards                                | Outstanding Latino Cast in a Feature Film        | Outstanding Latino Cast in a Feature Film        | Номинация |
| Black Reel Awards                          | Theatrical – Best Actress                        | Michelle Rodriguez                               | Номинация |
| Black Reel Awards                          | Best Film                                        | Best Film                                        | Номинация |
| Black Reel Awards                          | Theatrical – Best Director                       | Karyn Kusama                                     | Номинация |
| Cannes Film Festival                       | Foreign Film Award of the Youth                  | Foreign Film Award of the Youth                  | Победа    |
| Chicago Film Critics Association Awards    | Most Promising Actress                           | Michelle Rodriguez                               | Номинация |
| Deauville American Film Festival           | Grand Prix du Cinema Independent                 | Grand Prix du Cinema Independent                 | Победа    |
| Deauville American Film Festival           | Ralph Lauren Acting Award                        | Michelle Rodriguez                               | Победа    |
| Flanders International Film Festival Ghent | Special Mention                                  | Karyn Kusama                                     | Победа    |
| Flanders International Film Festival Ghent | Grand Prix                                       | Grand Prix                                       | Номинация |
| Gotham Awards                              | Breakthrough Actor                               | Michelle Rodriguez                               | Победа    |
| Gotham Awards                              | Open Palm Award                                  | Karyn Kusama                                     | Победа    |
| Imagen Awards                              | Best Theatrical Feature Film                     | Best Theatrical Feature Film                     | Победа    |
| Independent Spirit Awards                  | Best Debut Performance                           | Michelle Rodriguez                               | Победа    |
| Independent Spirit Awards                  | Best First Feature                               | Karyn Kusama                                     | Номинация |
| Las Vegas Film Critics Society Awards      | Best Female Newcomer                             | Karyn Kusama & Michelle Rodriguez (shared)       | Победа    |
| Las Vegas Film Critics Society Awards      | Best Actress                                     | Michelle Rodriguez                               | Номинация |
| National Board of Review Awards            | Breakthrough Performance – Female                | Michelle Rodriguez                               | Победа    |
| National Board of Review Awards            | Special Recognition for Excellence in Filmmaking | Special Recognition for Excellence in Filmmaking | Победа    |
| Online Film Critics Society Awards         | Best First Feature                               | Karyn Kusama                                     | Номинация |
| Online Film Critics Society Awards         | Best First Screenplay                            | Karyn Kusama                                     | Номинация |
| Online Film Critics Society Awards         | Best Cinematic Debut/Breakthrough                | Michelle Rodriguez                               | Номинация |
| Stockholm International Film Festival      | Bronze Horse                                     | Karyn Kusama                                     | Номинация |
| Sundance Film Festival                     | Grand Jury Prize                                 | Grand Jury Prize                                 | Победа    |
| Sundance Film Festival                     | Directing Award in Dramatic Competition          | Karyn Kusama                                     | Победа    |
| Teen Choice Awards                         | Film – Choice Breakout Performance               | Michelle Rodriguez                               | Номинация |
| Valladolid International Film Festival     | Silver Spike                                     | Karyn Kusama                                     | Победа    |
| Valladolid International Film Festival     | Golden Spike                                     | Karyn Kusama                                     | Номинация |